# Hinterrhein (huyện)
Huyện Hinterrhein (tiếng Pháp: District du Hinterrhein, tiếng Đức: Bezirk Hinterrhein) là một huyện hành chính của Thụy Sĩ. Huyện này thuộc bang Graubünden. Huyện Hinterrhein có diện tích 730 km², dân số theo thống kê của cục thống kê Thụy Sĩ năm 1999 là 12700 người. Trung tâm của huyện đóng ở Thusis. Mã của huyện là 1823.